# Samara (Volga)
 (octobre 2016).
Si vous disposez d'ouvrages ou d'articles de référence ou si vous connaissez des sites web de qualité traitant du thème abordé ici, merci de compléter l'article en donnant les références utiles à sa vérifiabilité et en les liant à la section « Notes et références ».
Pour les articles homonymes, voir Samara (homonymie).
La Samara (en russe : Сама́ра) est une rivière de Russie et un affluent de la rive gauche de la Volga.

## Étymologie
Le nom Samara provient des langues indo-iraniennes et indo-européennes et se traduit comme le fleuve d'été et l'eau d'été. Sama signifie demi année; le temps d'été. -Ra  peut se traduire par eau ou fleuve.
De plus en plus d'habitants de la ville de  Samara appellent la rivière Samarka (petite Samara) à cause de l'assèchement. La Samara alimente en eau toutes les villes se situant sur son parcours. 

## Géographie
La Samara est longue de 594 km, son bassin versant s'étend sur 46 500 km.
Son débit moyen est de 50m/s à son point de confluence avec la Volga.
La Samara a un régime nival et atteint son niveau le plus élevé en avril et début mai. Elle est gelée de novembre-décembre à avril.
La Samara est riche en poissons : gardon, carassin, ide commun, perche, brochet.

## Affluents
Les principaux affluents de la Samara sont :
- Grand Ouran (Бол. Уран)
- Petit Ouran (Мал. Уран)
- Tok (Ток)
- Bouzoulouk (Бузулук)
- Borovka (Боровка)
- Grand Kinel (Бол. Кинель)

## Toponyme
La ville de Samara se trouve à la confluence de la rivière Samara et de la Volga.